# Pedro Guajardo
Pedro Guajardo Eguiluz (Zaragoza, 15 de abril de 1928 - Madrid, 19 de marzo de 2004) fue un pintor contemporáneo español, conocido por ser el único artista en recrear la antigua técnica de la pintura púnica.

## Biografía
Pedro Guajardo Eguiluz nació el 15 de abril de 1928 en Zaragoza y en 1939 se trasladó con su familia a Madrid. Siguió una formación autodidacta inspirado en el libro: Los materiales de pintura y su empleo en el arte, de Max Doerner.
En 1952, Guajardo conoció a un restaurador alemán que le introdujo a la técnica de la encáustica, que creía relacionada con la pintura púnica.
En 1963, ganó el campeonato de España de motonáutica, pero pronto abandonó esta afición para centrarse en sus investigaciones pictóricas.
En 1970, Pedro Guajardo recuperó la fórmula de la pintura púnica, tras dos décadas dedicadas a la experimentación en este campo
En 1972, presentó una serie de cuadros en la Galería Aurelia-Villares y ese mismo año inauguró la galería de arte Bell-Art en Madrid, donde el marqués de Lozoya mostró su aprecio y presentó personalmente su obra.
El interés por su trabajo creció a nivel nacional e internacional, con múltiples solicitudes para exposiciones y elogios en medios como Radio Intercontinental, Radio España, RNE y la Agencia EFE.

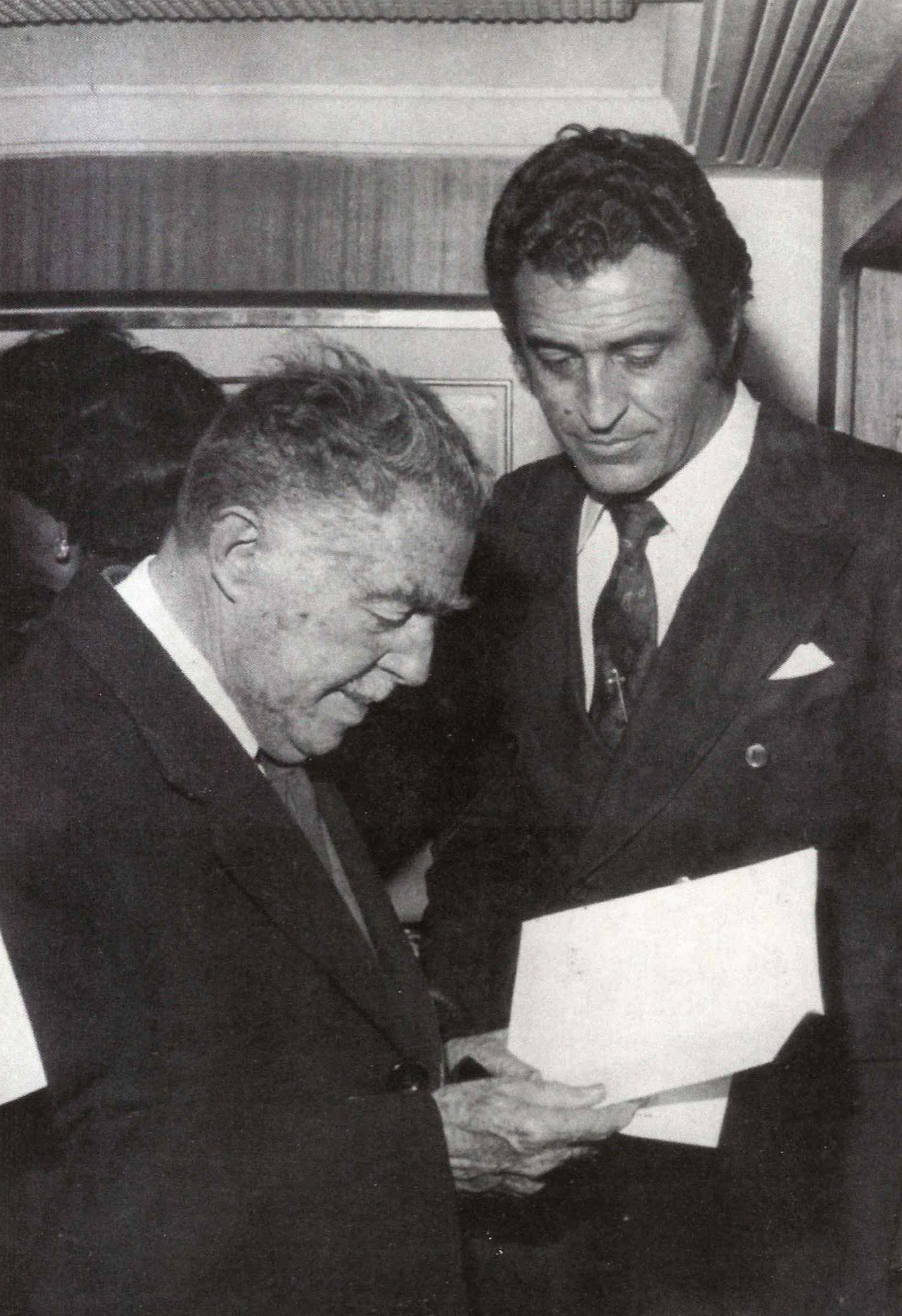
El marqués de Lozoya y Pedro Guajardo en la galería Bell-Art

El 11 de junio de 1974 el Ministerio de Información y Turismo le encargó crear los carteles para los Festivales de España 1975 y el XII festival de Ópera de Madrid.
En 1999, la Fundación Concha Márquez organizó una exposición en su honor en el Instituto Egipcio de Estudios Islámicos. En diciembre de 2001, tuvo su última exposición en la Fundación Gregorio Sánchez. Pedro Guajardo falleció el 19 de marzo de 2004 en Madrid.

## Técnica
La encáustica es una técnica de pintura que emplea cera de abeja como su componente principal. Esta técnica se aplica tradicionalmente en caliente para manipular y mezclar pigmentos.Sus orígenes se remontan a la antigüedad, con evidencias de uso en Egipto, Grecia y Roma. Los estudios contemporáneos sobre la pintura con cera se basan en las descripciones de Plinio el Viejo, quien destaca la técnica púnica por sus propiedades excepcionales. Esta variante, elegida por los cartagineses para pintar sus barcos de guerra, se caracterizaba por su resistencia a la degradación del color y su durabilidad. Estas características son contrastables en los hallazgos de obras antiguas egipcias, griegas y romanas.
La fórmula de la pintura púnica, que había sido perdida, muestra similitudes con la encáustica. En la década de 1970 Guajardo desarrolló una fórmula propia basada en 64 ingredientes naturales, como el platitanio, la miricina, la cera de abeja virgen, la sal de acederas, el oxalato de potasa o el agua del Mar Menor, conocida por su riqueza en sales.Esta composición permitió a Guajardo alcanzar colores luminosos y duraderos que definieron su obra artística.

## Obra
La pintura de Guajardo ha pasado por dos etapas claramente diferenciadas, Una primera, que va desde 1952 a 1970, se caracteriza por su pintura al óleo sobre lienzo, mostrando una estética de claroscuros y principalmente figurativa. A principios de los años 1970 y con la pintura púnica, sus trabajo presenta una nueva luminosidad y variedad cromática. La técnica descubierta proporciona fluidez y transparencia, y no presenta la decoloración que puede ser causada por el aceite, especialmente en tonos como el azul.

### Temáticas tratadas
Un examen de los títulos de sus obras explican por qué críticos como José Antonio Torreblanca la consideran 'temáticamente dispar y antípoda', y Ángel Azpeitia la describe como un 'batiburrillo',véanse títulos místicos: Predestinación,Creando al Hombre Alma en tránsito, sobre el cosmos y fondo marino: Hacia el año 2000, Perla de Tritón naturaleza: Pieles Rojas, Pavo real

### Parapsicopintura
Una vez que comenzó a utilizar la cera púnica para pintar sus cuadros, en gran parte de ellos se observa que no se limitaba meramente a pintar. Para él era un acto de intuición y reflexión que se extendía tanto a la filosofía como a la técnica. Manifestaba su pretensión de trascender el plano físico y según sus palabras: 

"El espíritu dormita en la materia, sueña en la planta, se despereza en el hombre y cuando éste despierta será sin angustia en eterno pálpito de destellante luz."

Esta visión personal es lo que definía como "parapsicopintura”.

## Recepción
Pedro Guajardo es reconocido en el ámbito artístico por su capacidad para evocar misterios teológicos y filosóficos mediante una técnica refinada. El Marqués de Lozoya comparó la experiencia visual de sus obras con la claridad espiritual de las vidrieras de catedrales góticas, mientras que Carlos Areán destacó su uso excepcional del color y la forma, que crea ambientes llenos de simbolismo.Francisco José León Tello y Antonio Cobos enfatizaron la función trascendente del arte de Guajardo y su habilidad para revitalizar técnicas ancestrales para expresar visiones oníricas y fantásticas que superan los métodos convencionales. Sin embargo, Ángel Azpeitia ofreció una visión crítica, argumentando que la técnica de Guajardo a veces supera la claridad del contenido, lo que puede resultar en una falta de coherencia visual que obstruye la interpretación completa de sus propósitos y contenidos.

## Exposiciones
- 1972: Galería Aurelia-Villarés, Madrid.[48][49]
- 1972: Galería Monigry, Cádiz.[50]
- 1972 - 1990: Galería Bell-Art (exposición permanente).[51][52]
- 1972: Exposición Nacional de Arte Contemporáneo 1972.[53]
- 1974: Galerie Claude Jory, París.[54]
- 1979: Galería Goya, Zaragoza.[55]
- 1980—1982: Trayectorias 80,[56]exposición itinerante París, Londres, Dublín, Copenhague, Múnich, Viena, Estambul, Ankara, Nápoles, Atenas, Amán, Seúl, Bangkok, Nueva Delhi, Camberra. Organizada por la Dirección General de Relaciones Culturales.
- 1982: 3er Salón de la Danza (París).[57][58]
- 1986: Egipto por la Cultura y la Paz.
- 1988: Galería Velázquez, Valladolid.[59]
- 1999: Instituto Egipcio de Estudios Islámicos y el Comité por la Paz y la Cooperación. 50 aniversario de la creación del Instituto Egipcio de Estudios Islámicos, Madrid.[60]
- 2001: Fundación Gregorio Sánchez, exposición homenaje.[61]
- 2017: Universo Guajardo, exposición homenaje.[62]